# Затон (Алтайский край)
Зато́н — упразднённый рабочий посёлок городского, находивщийся в административно-территориальном подчинении Центральному району города Барнаула Алтайского края. В 2003 году включен в состав города и исключен из учётных данных.

## География
Расположен на правом берегу Оби к юго-востоку от центральной части города.

## История
Своим возникновением посёлок обязан тому, что в 1889 году в Бобровской и Сухой протоках появилась первая зимняя пароходная стоянка компаний Корнилова, Курбатова и Плотникова и Мельниковой, здесь также осуществлялся и ремонт судов. К началу XX века, Бобровский затон был одной из крупнейщих рабочих окраин Барнаула. К 1907 году здесь трудились от 700 человек зимой до 1500 человек в начале навигации.
В 1937 году мастерские стали судостроительным заводом, позже — ремонтно-эксплуатационной базой флота Западно-Сибирского речного пароходства, завод стал градообразующим. Он обеспечивал всю социально-экономическую жизнь территории до декабря 2002 года.
В декабре 2003 года пгт (рабочий посёлок) Затон был упразднён как населённый пункт и включён в городскую черту Барнаула.
Микрорайон подвергается сильному подтоплению во время паводка почти каждый год. Это послужило причиной для планов администраций города и края к его расселению. Расселение жителей (на март 2012 года) не производилось. Рассматривается также возможность строительства защитной дамбы с 2020 года, если к тому времени микрорайон не будет расселён.

## Население
| 1959 | 1970  | 1979  | 1989  | 2002  |
| ---- | ----- | ----- | ----- | ----- |
| 5438 | ↘4859 | ↘4832 | ↘3324 | ↘3182 |

Из-за наличия на землях микрорайона судоходных проток, частых наводнений, наличия почти в каждом домохозяйстве лодки, Затон часто называют Алтайской Венецией.